# Moena
Moena est une commune italienne d'environ 2 700 habitants située dans la province autonome de Trente dans la région du Trentin-Haut-Adige dans le nord-est de l'Italie.

## Économie
A Moena se fabrique le fromage Puzzone di Moena.

## Administration
| Période                                  | Période | Identité | Étiquette | Qualité |
| ---------------------------------------- | ------- | -------- | --------- | ------- |
|                                          |         |          |           |         |
| Les données manquantes sont à compléter. |         |          |           |         |

### Hameaux
Forno,Sorte, Someda, Penia, Medil, San Pellegrino

### Communes limitrophes
Les communes limitrophes sont  Falcade, Nova Levante, Predazzo, Primiero San Martino di Castrozza, Sèn Jan di Fassa et Soraga di Fassa.